# Ilhas Andamão
As Ilhas Andamão ou Andamã são um arquipélago localizado no Mar de Andamão, que integra o Oceano Índico. Fazem parte da Índia e compõem, com as Ilhas Nicobar, o território federal indiano de Andamão e Nicobar. A capital das Andamão e do território é Port Blair, na Andamão do Sul.

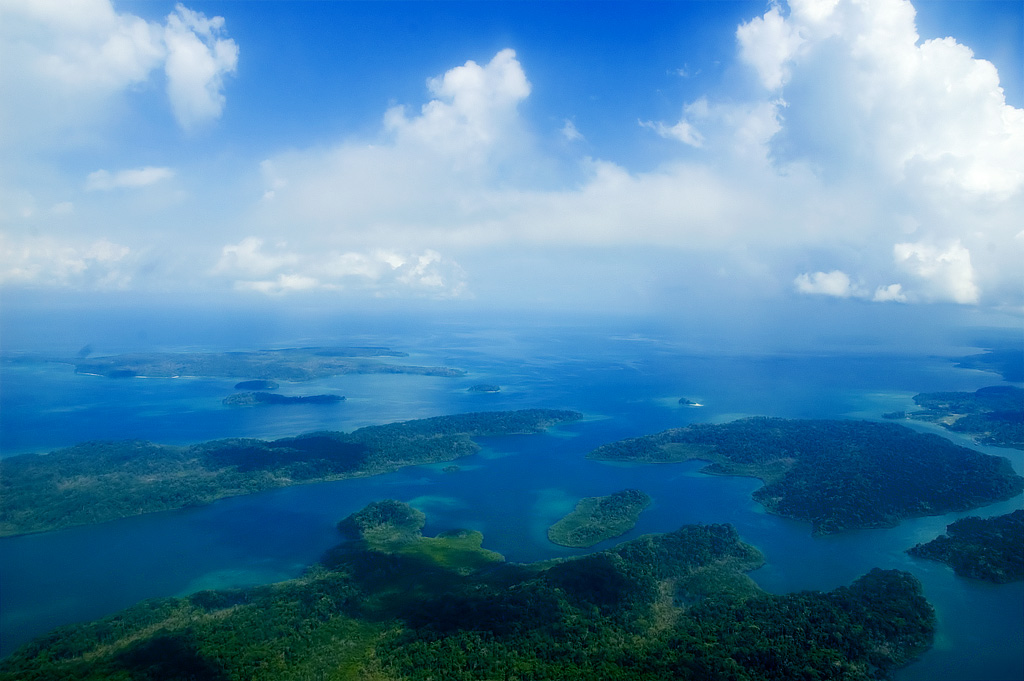
Vista aérea do arquipélago.

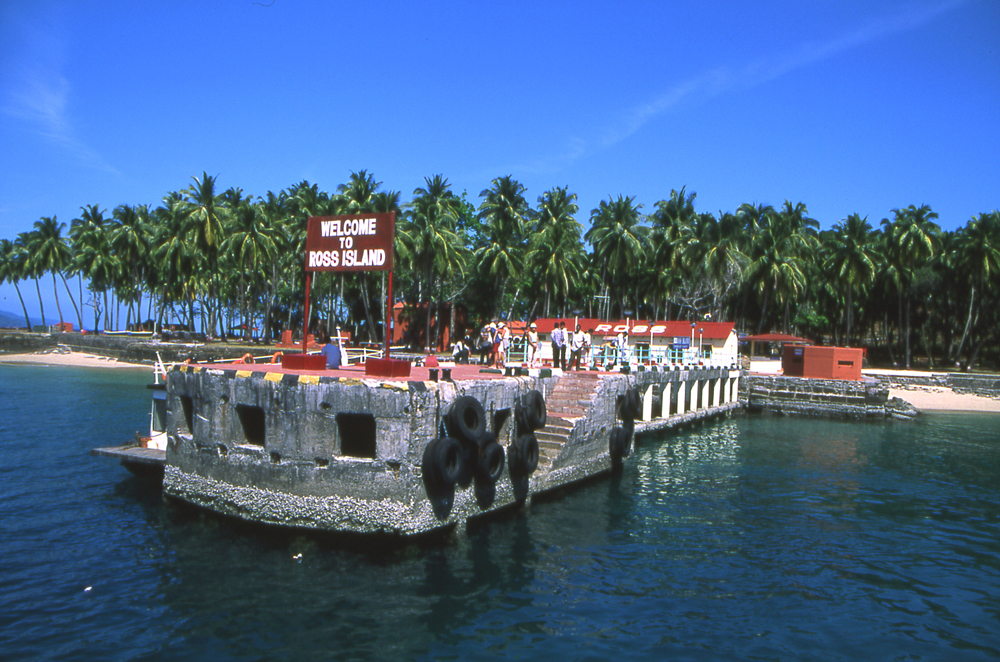
A ilha de Ross, uma das Pequenas Andamão.

O arquipélago, onde vivem cerca de 300 000 pessoas (dados de 2001), é composto por 576 ilhas de origem vulcânica. As Ilhas Andamão e Nicobar são as manifestações de superfície de uma cordilheira submarina. A maior parte da população habita nas cinco maiores ilhas, conhecidas como Grande Andamão, que são:
- Andamão do Norte
  - separada da seguinte pelo Estreito de Austin
- Andamão Média
  - separada da seguinte pelo Estreito de Homfray
- Ilha Baratang
  - separada da seguinte pelo Estreito de Andamão
- Andamão do Sul
  - separada da seguinte pelo Estreito de MacPherson
- Ilha Rutland

As ilhas Andamão são a zona de origem do povo andamanês, uma das comunidades nativas que mais resistiu à colonização, graças à agressividade com que recebiam os exploradores. Os andamaneses foram considerados culpados de canibalismo e perseguidos, mas recentemente concluiu-se que a acusação era infundada.[carece de fontes?]
O arquipélago foi bastante afetado pelo tsunami que se seguiu ao Terramoto do Índico de 2004.

## Nota
1. ↑  As formas Andamão e Andamã estão registradas para a língua portuguesa no dicionário Houaiss e no dicionário Aurélio, respectivamente. O Dicionário Onomástico Etimológico de J. P. Machado registra ambas, mas parece preferir Andamã.